# Шпанске краљице
Следи списак краљица Шпаније од 16. века до данас.

## Хабзбурзи
| Слика | Грб | Име                     | Отац                                        | Рођење             | Брак               | Постала краљица    | Престала да влада   | Смрт               | Супружник            |
| ----- | --- | ----------------------- | ------------------------------------------- | ------------------ | ------------------ | ------------------ | ------------------- | ------------------ | -------------------- |
|       |     | Изабела Авис            | Мануел I Португалски                        | 24. октобар 1503.  | 11. март 1526.     | 11. март 1526.     | 1. мај 1539.        | 1. мај 1539.       | Карло I од Шпаније   |
|       |     | Мери I Тјудор           | Хенри VIII Тјудор                           | 18. фебруар 1516.  | 25. јул 1554.      | 16. јануар 1556.   | 17. новембар 1558.  | 17. новембар 1558. | Филип II од Шпаније  |
|       |     | Изабела де Валоа        | Хенри II                                    | 2. април 1545.     | 22. јун 1559.      | 22. јун 1559.      | 3 октобар 1568.     | 3 октобар 1568.    | Филип II од Шпаније  |
|       |     | Ана од Аустрије         | Максимилијан II, цар Светог римског царства | 1. новембар 1549.  | 4. мај 1570.       | 4. мај 1570.       | 26. октобар 1580.   | 26. октобар 1580.  | Филип II од Шпаније  |
|       |     | Маргарита од Аустрије   | Карл II Штајерски                           | 25. децембар 1584. | 18. април 1599.    | 18. април 1599.    | 3. октобар 1611.    | 3. октобар 1611.   | Филип III од Шпаније |
|       |     | Изабела Бурбонска       | Анри IV                                     | 22. новембар 1602. | 25. новембар 1615. | 31. март 1621.     | 6. октобар 1644.    | 6. октобар 1644.   | Филип IV од Шпаније  |
|       |     | Маријана од Аустрије    | Фердинанд III, цар Светог римског царства   | 24. децембар 1634. | 7. октобар 1649.   | 7. октобар 1649.   | 17. септембар 1665. | 16. мај 1696.      | Филип IV од Шпаније  |
|       |     | Марија Лујза од Орлеана | Филип I, војвода Орлеански                  | 26. март 1662.     | 19. новембар 1679. | 19. новембар 1679. | 12. фебруар 1689.   | 12. фебруар 1689.  | Карло II од Шпаније  |
|       |     | Марија Ана од Нојбурга  | Филип Вилхелм, изборник Палатината          | 28. октобар 1667.  | 14. мај 1690.      | 14. мај 1690.      | 1. новембар 1700.   | 16. јул 1740.      | Карло II од Шпаније  |

## Бурбони
| Слика | Грб | Име                               | Отац                           | Рођење             | Брак               | Постала краљица     | Престала да влада   | Смрт                | Супружник             |
| ----- | --- | --------------------------------- | ------------------------------ | ------------------ | ------------------ | ------------------- | ------------------- | ------------------- | --------------------- |
|       |     | Марија Лујза Савојска (1688—1714) | Виктор Амадеус II од Сардиније | 17 септембар 1688  | 2. новембар 1701.  | 2. новембар 1701.   | 14. фебруар 1714.   | 14. фебруар 1714.   | Филип V од Шпаније    |
|       |     | Изабела де Фарнесио               | Одоардо де Фарнесио            | 22. октобар 1692.  | 24. децембар 1714. | 24. децембар 1714.  | 14. јануар 1724.    | 11. јул 1766.       | Филип V од Шпаније    |
|       |     | Лујза Изабела од Орлеанса         | Филип II Орлеански             | 11. децембар 1709. | 20. јануар 1722.   | 14. јануар 1724.    | 31. август 1724.    | 16. јун 1742.       | Луис I Шпански        |
|       |     | Изабела де Фарнесио               | Одоардо де Фарнесио            | 22. октобар 1692.  | 24. децембар 1714. | 6. септембар 1724.  | 9. јул 1746.        | 11. јул 1766.       | Филип V од Шпаније    |
|       |     | Барбара Португалска               | Јован V Португалски            | 4. децембар 1711.  | 20. јануар 1729.   | 9. јул 1746.        | 27. август 1758.    | 27. август 1758.    | Фердинанд VI Шпански  |
|       |     | Марија Амалија Саксонска          | Август III Пољски              | 24. новембар 1724. | 31. октобар 1737.  | 10. август 1759.    | 27. септембар 1760. | 27. септембар 1760. | Карлос III од Шпаније |
|       |     | Марија Лујза од Парме             | Филип од Парме                 | 9. децембар 1751.  | 4. септембар 1765. | 14 . децембар 1788. | 19. март 1808.      | 2. јануар 1819.     | Карлос IV од Шпаније  |

## Бонапарте
| Слика | Грб | Име          | Отац          | Рођење             | Брак            | Постала краљица | Престала да влада  | Смрт           | Супружник       |
| ----- | --- | ------------ | ------------- | ------------------ | --------------- | --------------- | ------------------ | -------------- | --------------- |
|       |     | Јулија Клари | Франсоа Клари | 26. децембар 1771. | 1. август 1794. | 1. август 1808. | 11. децембар 1813. | 7. април 1845. | Жозеф Бонапарта |

## Бурбони
| Слика | Грб | Име                           | Отац                   | Рођење            | Брак                | Постала краљица     | Престала да влада   | Смрт               | Супружник               |
| ----- | --- | ----------------------------- | ---------------------- | ----------------- | ------------------- | ------------------- | ------------------- | ------------------ | ----------------------- |
|       |     | Марија Изабела од Португалије | Јован VI од Португала  | 19. мај 1797.     | 29. септембар 1816. | 29. септембар 1816. | 26. децембар 1818.  | 26. децембар 1818. | Фернандо VII од Шпаније |
|       |     | Марија Јозефа од Саксоније    | Максимилијан Саксонски | 7. децембар 1803. | 20. октобар 1819.   | 20. октобар 1819.   | 18. мај 1829.       | 18. мај 1829.      | Фернандо VII од Шпаније |
|       |     | Марија Кристина Бурбонска     | Франц I од Сицилије    | 27. април 1806.   | 11. децембар 1829.  | 11. децембар 1829.  | 29. септембар 1833. | 22. август 1878.   | Фернандо VII од Шпаније |
|       |     | Френсис од Кадиза             | Франциско Шпански      | 13. мај 1822.     | 10 октобар 1846     | 10 октобар 1846     | 30. септембар 1868. | 17. април 1902.    | Изабела II од Шпаније   |

## Савојска династија
| Слика | Грб | Име                                     | Отац                   | Рођење          | Брак          | Постала краљица    | Престала да влада | Смрт              | Супружник           |
| ----- | --- | --------------------------------------- | ---------------------- | --------------- | ------------- | ------------------ | ----------------- | ----------------- | ------------------- |
|       |     | Марија Виторија дел Поцо де ла Чистерна | Карло Емануел дел Поцо | 9. август 1847. | 30. мај 1863. | 16. новембар 1870. | 11. фебруар 1873. | 8. новембар 1876. | Амадео I од Шпаније |

## Бурбони
| Слика | Грб | Име                                | Отац                      | Рођење              | Брак               | Постала краљица    | Престала да влада  | Смрт             | Супружник               |
| ----- | --- | ---------------------------------- | ------------------------- | ------------------- | ------------------ | ------------------ | ------------------ | ---------------- | ----------------------- |
|       |     | Марија де лас Мерседес од Орлеанса | Антоније од Орлеана       | 24. јун 1860.       | 23. јануар 1878.   | 23. јануар 1878.   | 26. јун 1878.      | 26. јун 1878.    | Алфонсо XII од Шпаније  |
|       |     | Марија Кристина од Хабзбурга       | Карл Фердинанд Аустријски | 21. јул 1858.       | 29. новембар 1879. | 29. новембар 1879. | 25. новембар 1885. | 6. фебруар 1929. | Алфонсо XII од Шпаније  |
|       |     | Викторија Еугенија од Батенберга   | Хенри од Батенберга       | 24. октобар 1887.   | 31. мај 1906.      | 31. мај 1906.      | 14. април 1931.    | 15. април 1969.  | Алфонсо XIII од Шпаније |
|       |     | Софија од Грчке                    | Павле Грчки               | 2. новембар 1938.   | 14. мај 1962.      | 22. новембар 1975. | 19. јун 2014.      | жива             | Хуан Карлос I           |
|       |     | Летиција од Шпаније                | Хозе Ортиз Алварез        | 15. септембар 1972. | 22. мај 2004.      | 19. јун 2014.      | Садашња            | жива             | Филип VI од Шпаније     |